# William Hopton
Sir William Hopton of Blythburgh and Swillington († 7. Februar 1484) war ein englischer Ritter.

## Leben
Sir William war ein Sohn von Sir John Hopton und Margaret Saville.
Er begann seine Karriere im Januar 1466 als Commissioner of Peace in West Riding of Yorkshire, eine Aufgabe die Sir William bis November 1470 innehatte. William Hopton wurde 1466 zum Sheriff of Norfolk and Suffolk berufen und diente in den 1470er Jahren mehrmals als Commissioner of Peace in West Riding of Yorkshire und Suffolk und wurde 1478 erneut Sheriff of Norfolk and Suffolk.
William Hopton war auch ein Lehensmann und Anhänger von Richard, Duke of Gloucester.
Als Richard im Juli 1483 zum König gekrönt wurde, erhielt William Hopton am Vorabend der Krönung den Ritterschlag, wurde am 14. Juli 1483 zum Treasurer of the Kings Household ernannt und ins Privy Council des Königs berufen.
Im September 1483 wurde Sir Willam als Commissioner beauftragt das Seegebiet vor Norfolk und Suffolk zu sichern.
Sir William starb am 7. Februar 1484.

## Ehe und Nachkommen
Sir William war verheiratet mit Margaret, einer Tochter des Roger Wentworth.
Das Paar hatte vier Kinder:
- Sir George[7][1][2]
- Margaret ⚭ Philip Booth[1][2]
- Agnes ⚭ Robert Clere[1][2]
- Audrey[1][2]